# Cá heo đốm nhiệt đới
Stenella attenuata là một loài động vật có vú trong họ Delphinidae, bộ Cetacea. Loài này được Gray mô tả năm 1846.
Loài này được mô tả lần đầu tiên bởi John Gray vào năm 1846. Phân tích ban đầu của Gray bao gồm cá heo đốm Đại Tây Dương trong loài này. Nay chúng được xem là các loài riêng biệt. Cả hai tên chi và cụ thể đến từ các từ tiếng Latin có nghĩa là mỏng hoặc làm mỏng.
Có ba phân loài được công nhận trong cuộc khảo sát phân loài cá voi năm 1998 của Rice. Hai trong số này đã được chính thức đặt tên
- S. a. phân loài A, hình thức xa bờ được tìm thấy ở đông Thái Bình Dương
- S. a. phân loài B, một hình thức được tìm thấy xung quanh các hòn đảo Hawaii.
- S. a. graffmani, hình thức ven biển được tìm thấy từ Mexico đến Peru

## Hình ảnh

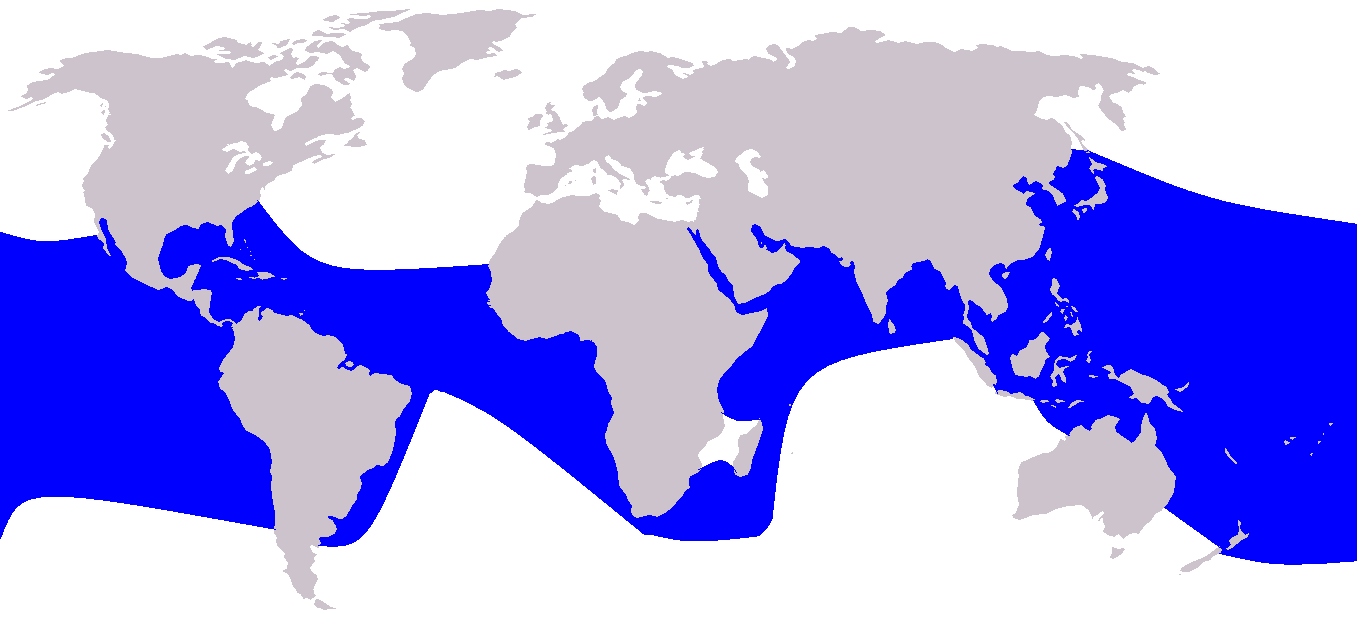
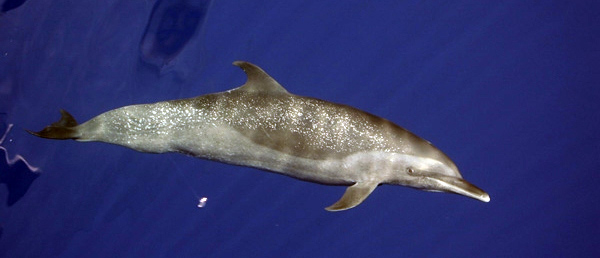
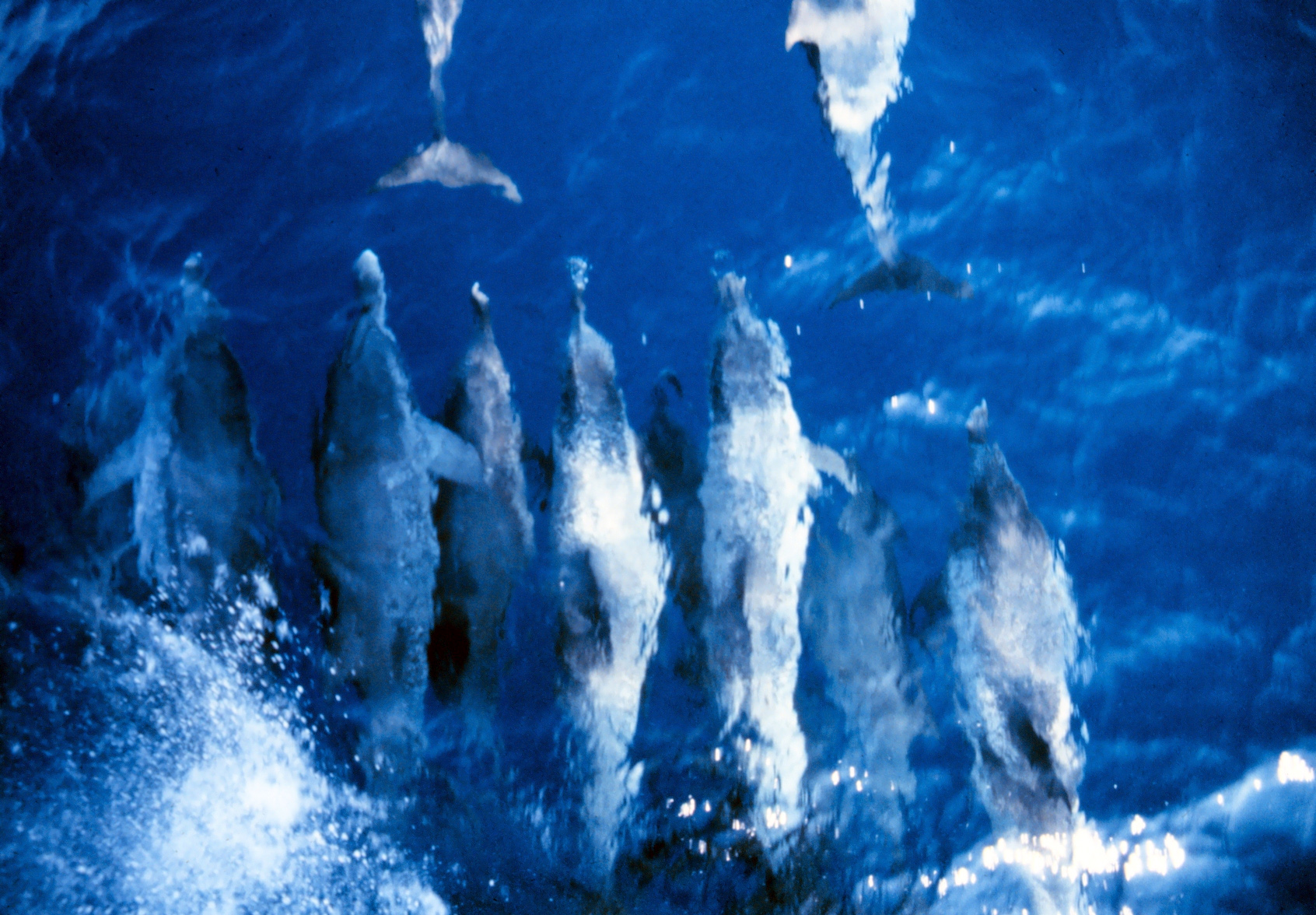
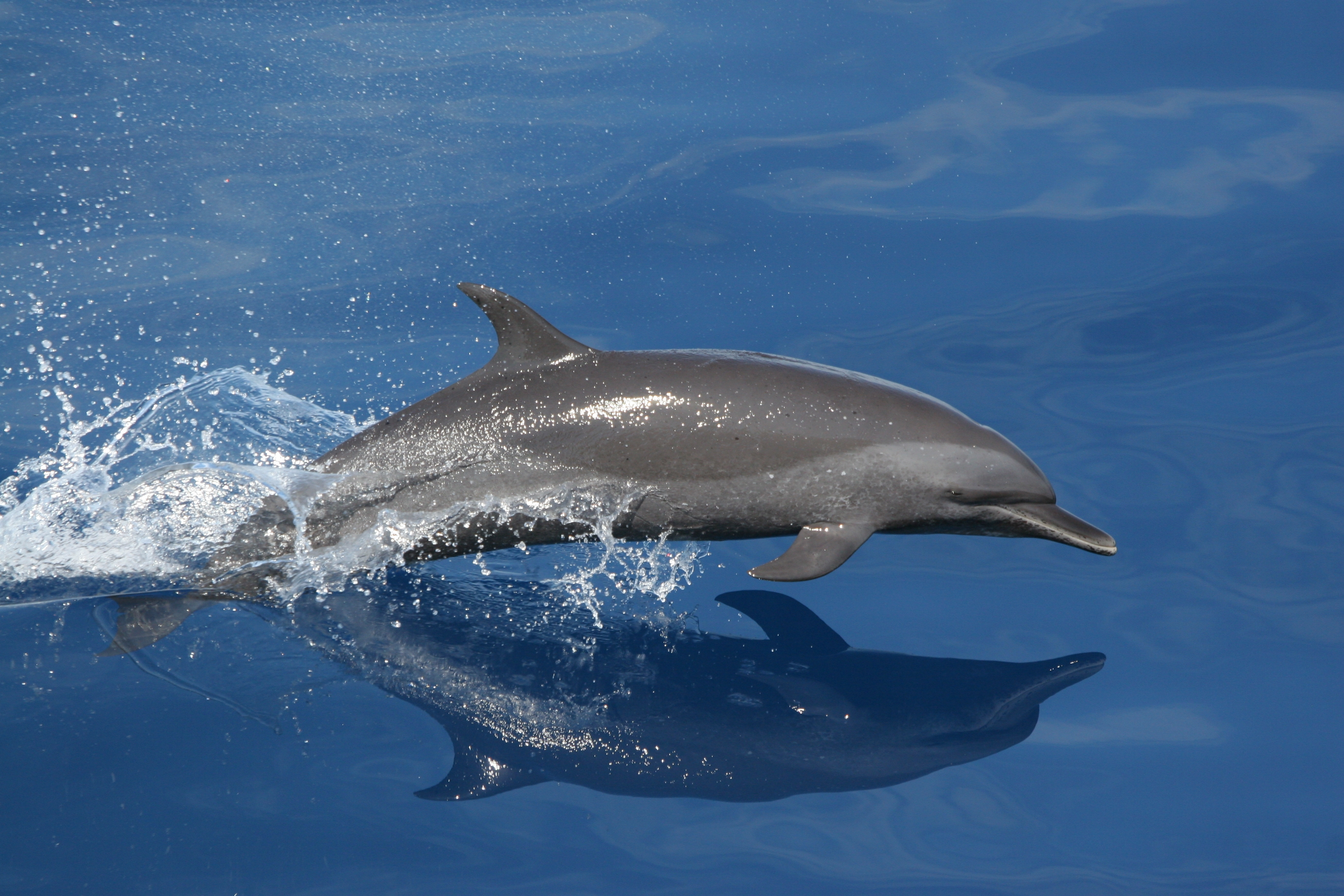